# 皮尔·乌戈·卡尔佐拉里
皮尔·乌戈·卡尔佐拉里（義大利語：Pier Ugo Calzolari，1938年3月11日—2012年10月11日），意大利工程师，生于艾米利亚地区格拉纳罗洛，1969年起担任应用电子学教授，自2000年开始出任博洛尼亚大学校长。